# Kirchliches Handbuch
Das Kirchliche Handbuch (früher Kirchliches Handbuch für das katholische Deutschland) ein erstmals 1908 erschienener periodischer Almanach.
Der ursprüngliche Inhalt waren die kirchliche Raumgliederung in Deutschland, katholischen Organisationen, die caritativ-sozialen Tätigkeiten der Katholiken in Deutschland sowie über die Lage der katholischen Kirche im Ausland, die katholische Heidenmission, die kirchliche und kirchenpolitische Gesetzgebung sowie die übrigen kirchlichen Statistiken. In späteren Jahren kamen auch noch Daten der katholische in Europa und der restlichen Welt hinzu. Anfangs erschien es zweijährig, später alle vier Jahre. Die ersten Bücher wurden im Herder Verlag Freiburg veröffentlicht und vom Statistiker Hermann Anton Krose herausgegeben. Ab 1915 wurde die auf Beschluss der Fuldaer Bischofskonferenz gegründete Amtliche Zentralstelle für Kirchliche Statistik der Herausgeber, Korse blieb jedoch weiter der Hauptautor. Später übernahm zunächst der Bachem-Verlag den Druck. Die Deutsche Bischofskonferenz übernahm das Amt als eigene Abteilung und das Sekretariat der Deutschen Bischofskonferenz wurde ab 1925 der Herausgeber. Zuletzt veröffentlichte der Verlag Mainz das Handbuch. Krose wollte mit seinem Werk ein katholisches Gegenstück zu dem seit 1873 erscheinenden protestantischen „Kirchlichen Jahrbuch“ schaffen.
Das erste Handbuch erschien erstmals 1908. Ab 1925 war der Leiter der amtlichen Zentralstelle, Joseph Sauren, Mitherausgeber. Ab dem vierzehnten Band übernahm die Zentralstelle die alleinige Herausgeberschaft. Das letzte gedruckte Handbuch trägt den Titel Kirchliches Handbuch. Band XLII: 2016 bis 2020. Ab 2021 erscheint es nur noch online.

## Bekannte Autoren/Herausgeber
- Hermann Anton Krose
- Joseph Sauren
- Franz Groner